# Az Al-Aksza Mártírjainak Brigádja
Az Al-Aksza Mártírjainak Brigádja a Fatah radikális szárnya, annak fegyveres szervezetének is tekinthető, noha szervezetileg tőle független. Csak a második intifáda során vált jelentős szervezetté. Jasszer Arafat halála óta Arafat Mártírjainak is hívják őket.
Ideológiája alapvetően palesztin nacionalizmus, amelyhez muszlim jelképeket is használ. A mozgalom rendszeresen tart felvonulásokat, melyeken tagjai teljesen feketébe öltözve jelennek meg. Műveletei többségét a megszállt területeken élő telepesek ellen hajtja végre. Kezdetben javarészt kést használtak, újabban forrásaik bővülése a lőfegyverek, valamint rakéták beszerzését is lehetővé tette. A mozgalom erejét elsősorban a neki jutó politikai támogatás határozza meg, ezért néhány éven belül is jelentősen megerősödhet, vagy elgyengülhet.